# 생테티엔 국립고등광업학교
에꼴데민 생테티엔 혹은 생테티엔 국립광업학교(프랑스어: École nationale supérieure des mines de Saint-Étienne)은 왕실 광산의 책임자들을 양성하기 위하여 루이 16세의 명령으로 1783년 3월 19일 설립된 학교이다. 국립광업학교는 생테티엔 이외에도 파리를 포함한 프랑스 전국 6곳에 설치되어 있다. 생테티엔 국립광업학교는 재료공학 및 기계공학 분야 프랑스의 상위 그랑제콜 중 하나이며, 졸업시 학부와 석사학위가 동시에 주어지는 엔지니어과정, 연구석사과정 그리고 박사과정을 교육한다. 국내에서는 서울대학교와 복수학위 및 교환학생 프로그램을 진행하고 있다.
국립광업학교 연합 (GEM)에는 파리 국립광업학교 (École des mines de Paris) 두에 국립광업학교 (École des mines de Douai), 낭뜨 국립광업학교 (École des mines de Nantes) 그리고 낭시 국립광업학교 (École des mines de Nancy)등이 있다.

## 역사

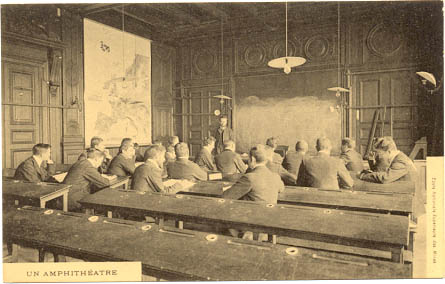
19세기의 국립광업학교 수업

1783년 3월 19일 루이 16세 정부의 자문회의의 법령에 의해서 파리부터 설립되었다. 설립 당시에 광업이란 광부들의 안전부터 광산 경영까지 다루는 높은 기술이 요구되는 산업이었다. 원래는 파리의 오텔 데 모내(프랑스어:hôtel des Monnaies)에 건립되었고 1791년 프랑스 혁명때 사라졌다가 국민 공회가 창설한 공안위원회(프랑스어:Comité de Salut public)에 의해 1794년에 재설치되었고 1802년 통령의 법령으로 사브와 지역으로 옮겨졌다. 그 후 광산 책임자들이 필요한 각 도시에 캠퍼스를 확장했다.

## 교육과정

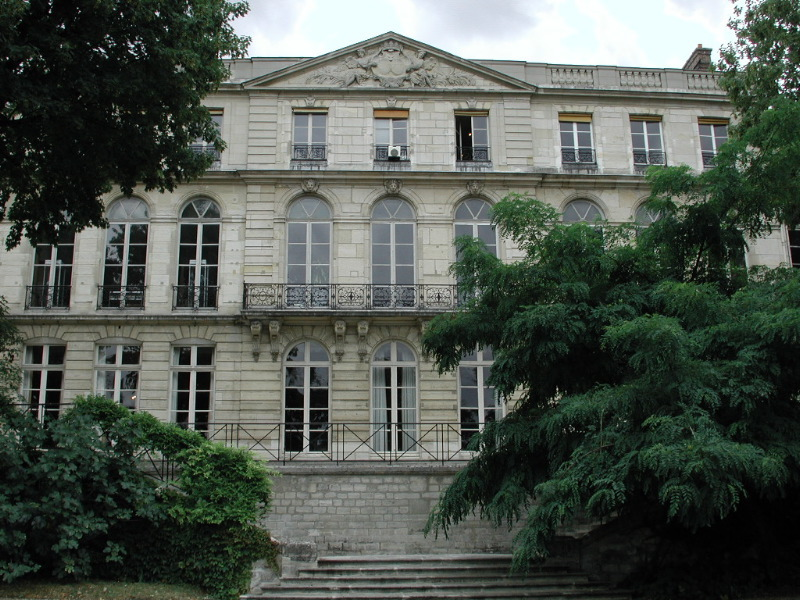
오늘날의 국립 광업 학교

국립광업학교는 연구, 개발, 생산, 경영 등의 여러 분야의 책임자가 될 고급 공학자를 양성한다. 교과 과정은 이와같이 요구되는 다양성에 적합하게 운영된다.

## 저명한 동문
저명한 동문으로는 1992년 노벨 물리학상을 받은 조르주 샤르파크(1924-), 르노 및 닛산 자동차 사장 카를로스 고슨(1954-), 1988년 노벨 경제학상을 받은 모리스 알레(1911-) 등이 있다.

## 같이 보기
- 파리 국립광업학교(École Nationale Supérieure des mines de Paris)
- 두에 국립광업학교(École Nationale Supérieure des mines de Douai)
- 낭시 국립광업학교(École Nationale Supérieure des mines de Nancy)
- 낭뜨 국립광업학교(École Nationale Supérieure des mines de Nantes)
- 국립광업학교 연합(GEM)